# Баткаєв Геннадій Миколайович
Геннадій Миколайович Баткаєв (нар. 8 березня 1960, Алчевськ, Луганська область, УРСР) — радянський та український футболіст, півзахисник, по завершенні кар'єри — футбольний тренер.

## Кар'єра гравця
Вихованець комунарської ДЮСШ, перший тренер — Г. Краснощоков. Дорослу футбольну кар'єру розпочав 1977 року в аматорському колективі «Комунарець». У 1981 року переїхав до грузинського клубу «Мзіурі» (Галі). У 1983 році виступав у складі аматорського колективу «Сокіл» (Ровеньки). Наступного року прийняв запрошення приєднатися до стахановського «Стахановця». У 1987 році перейшов до горлівського «Шахтаря». З 1988 по 1989 рік грав у змаганнях КФК за «Хімік» (Сєвєродонецьк) та «Стахановець» (Стаханов). У 1990 році перебрався до іншого аматорського колективу, комунарської «Сталі». Наступного року грав за алчевську команду в Другій нижчій лізі СРСР. А в 1992 році дебютував зі «Сталлю» в Першій лізі України. Влітку 1993 року перейшов до аматорського «Авангарду» (Ровеньки). Під час зимової перерви сезону 1994/95 років повернувся до стахановського «Шахтаря», в складі якого наприкінці 1997 року завершив футбольну кар'єру.

## Кар'єра тренера
По завершенні кар'єри гравця розпочав тренерську діяльність. У 1999—2005 роках тренував другу команду алчевської «Сталі», а в 2001 році — аматорську «Сталь-3» (Алчевськ). У 2005 році, після того як перша команда виборола путівку до Вищої ліги, очолив дублюючий склад алчевців. По завершенні сезону 2006/07 років «Сталь» вилетіла з еліти українського футболу, а Геннадій Баткаєв змінив на посаді головного тренера Тона Каанена. На тренерському містку клубу працював до січня 2008 року. Потім знову тренував «Сталь-2».

## Освіта
Закінчив Луганський Національний Педагогічний Університет за спеціальністю «Фізичне виховання».